# Stowarzyszenie Przyjaciół Koszalina
Stowarzyszenie Przyjaciół Koszalina – organizacja pożytku publicznego, której celem działalności jest krzewienie miłości do Koszalina, pielęgnowanie jego tradycji oraz upowszechnianie wiedzy o mieście.

## Historia
Stowarzyszenie zostało utworzone 25 maja 1994. W grupie założycielskiej znalazły się osoby o dużym autorytecie, dorobku publicystycznym i naukowym, cieszący się powszechnym szacunkiem wśród Koszalinian: prezydent Koszalina – Henryk Sobolewski, prezydenci miasta – Bernard Kokowski i Antoni Grzechowski, Tadeusz Gasztold, kanclerz Bałtyckiej Wyższej Szkoły Humanistycznej – Roman Skeczkowski, dyrektor Archiwum Państwowego – Adam Wirski, Borys Storch, pisarz Czesław Kuriata, dyrektor Miejskiego Ośrodka Kultury – Janusz Bastrzyk, dyrektor Koszalińskiej Biblioteki Publicznej – Andrzej Ziemiński, fotograf – Zdzisław Pacholski, Anna Bojar-Fijałkowska, Ignacy Skrzypek, długoletni dyrektor I LO im. St. Dubois, wiceprzewodniczący Rady Miasta – Lech Żyła, Tadeusz Fikowicz, Agnieszka i Janusz Sterzel, działacz gospodarczy – Paweł Flens i inni.
Pierwszym prezesem Stowarzyszenia był Eugeniusz Żuber. W latach 1996–2001 pracami Stowarzyszenia kierował Jerzy Lewandowski. Od 22 listopada 2001 do 23 kwietnia 2016 funkcję prezesa Stowarzyszenia pełnił Józef Maciej Sprutta.
W dniu 23 kwietnia 2016 odbyło się nadzwyczajne walne zebranie Stowarzyszenia. Po rezygnacji złożonej przez Józefa Spruttę prezesem Zarządu Stowarzyszenia została wybrana Bożena Kaczmarek. W dniu 9 grudnia 2017 odbyło się walne zebranie Stowarzyszenia, w trakcie którego na funkcję prezesa Zarządu został wybrany Łukasz Trzeciak. W związku z rezygnacją Łukasza Trzeciaka z funkcji prezesa oraz z pracy w Zarządzie 5 czerwca 2020 czasowe pełnienie obowiązków prezesa powierzono Piotrowi Iwatowi.
W dniu 15 października 2021 odbyło się walne zebranie Stowarzyszenia. Na funkcję prezesa został wybrany Piotr Iwat.
Początkowo siedzibą Stowarzyszenia był nieistniejący już budynek przy ul. Konstytucji 3 Maja 3. W maju 2002 Stowarzyszenie przeniosło się do nowej siedziby w pasażu Milenium przy ul. Bolesława Krzywoustego 2A/4. Do kwietnia 2016 roku mieściło się przy ul. Zwycięstwa 137/139. Obecnie Stowarzyszenie ma siedzibę przy ul. Zwycięstwa 168, p. 212.

## Cele i środki działania
Stowarzyszenie jest dobrowolnym, samorządnym i niezależnym zrzeszeniem członków mającym prawo wypowiadania się w sprawach publicznych.
Celem Stowarzyszenia jest:
- inspirowanie i organizowanie działalności społecznej, gospodarczej, samorządowej, naukowej, popularyzatorskiej, kulturalnej, sportowej, turystycznej, ochrony zabytków i środowiska naturalnego, reklamy i wydawnictwa czasopism, książek i innych publikacji prezentujących dorobek i twórczość mieszkańców Koszalina,
- wyrażanie wobec władz miejskich, instytucji, związków i organizacji potrzeb i opinii mieszkańców miasta,
- udzielanie pomocy pionierom Koszalina i ich rodzinom, a szczególnie niepełnosprawnym i chorym wymagającym opieki,
- opieka nad grobami pochowanych w Koszalinie weteranów walk oraz powstań narodowych – w szczególności uczestników Bitwy pod Lenino, Bitwy pod Monte Cassino, Powstania Wielkopolskiego i Powstania Warszawskiego,
- prowadzenie działalności na rzecz ochrony i rozwoju dziedzictwa kulturowego – słowiańskiego, polskiego, kaszubskiego, niemieckiego i innych narodowości zamieszkujących Pomorze,
- pielęgnowanie tradycji słowiańskiej na Pomorzu,
- działanie na rzecz integracji europejskiej – szczególnie w wymiarze kontaktów z dawnymi mieszkańcami niemieckiego Koszalina, współpraca z ich organizacjami w celu poznania historii miasta i regionu,
- poznanie osób i rodów zasłużonych dla miasta,
- współdziałanie z innymi organizacjami pozarządowymi, w tym szczególnie ze „Wspólnotą Polską”, Koszalińskim Towarzystwem Społeczno-Kulturalnym oraz organizacjami zagranicznymi,
- promocja miasta w kraju i za granicą, w tym utrzymywanie kontaktów z byłymi mieszkańcami Koszalina, którzy wyjechali do innych miast i za granicę.

Stowarzyszenie swoje cele realizuje poprzez:
- wydawanie książek,
- wydawanie gazet,
- wydawanie czasopism i wydawnictw periodycznych,
- prace badawczo-rozwojowe w dziedzinie archeologii i historii,
- projektowanie i realizowanie kampanii reklamowych, dystrybucja i doręczanie prospektów i próbek reklamowych,
- zapewnienie świadczeń kulturalnych, rekreacyjnych, mających na celu ochronę środowiska naturalnego, związanych z budownictwem mieszkaniowym,
- niesienie pomocy osobom w trudnej sytuacji materialnej,
- działalność domów i ośrodków kultury,
- pozostała działalność usługowa nie sklasyfikowana gdzie indziej (badania genealogiczne).

Działalność opiekuńcza Stowarzyszenia prowadzona jest przede wszystkim na rzecz seniorów – mieszkańców miasta i regionu, a szczególnie pionierów – osób osiedlonych i urodzonych w Koszalinie do 1950 i ich rodzinom.
Dla osiągnięcia swych celów Stowarzyszenie może prowadzić samodzielną działalność gospodarczą, służącą realizacji celów statutowych, może uczestniczyć w fundacjach, spółkach oraz w innych przedsięwzięciach gospodarczych.
Stowarzyszenie wydaje czasopismo „Koszalin”, zarejestrowane zgodnie z odrębnie obowiązującymi przepisami.
Stowarzyszenie może powoływać bractwa, sekcje i kluby problemowe – doraźne lub stałe, w tym przede wszystkim Krajowe Bractwo Literackie, Klub Pioniera Miasta Koszalina oraz Klub Historii Miasta.

## Zarząd SPK
- Prezes – Piotr Iwat
- Wiceprezes – Kacper Sterzel
- Skarbnik – Marianna Biłat
- Sekretarz – Sylwia Mytnik

Zarząd został wybrany w dniu 15 października 2021 na kadencję trzyletnią.

## Bractwa i kluby
W ramach Stowarzyszenia funkcjonują obecnie dwa kluby – Klub Pioniera Miasta Koszalina oraz Klub Historii Miasta.
Wcześniej – od 1995 w strukturach Stowarzyszenia funkcjonował Klub Literacki, który w 1999 przekształcił się w Krajowe Bractwo Literackie. Bractwo wydawało almanachy twórczości literackiej, organizowało konkursy i warsztaty literackie, spotkania z autorami. Działało pod protektoratem Zarządu Oddziału Związku Literatów Polskich w Koszalinie. W 2009 członkowie bractwa utworzyli samodzielne Stowarzyszenie „Koszalińskie Bractwo Literackie”. Poetki, które pozostały w SPK – tworzą Klub Literacki.
Przez pewien czas w ramach SPK działał też Klub Morsów, organizujący w Mielnie ogólnopolskie zloty, jednak w 2006 wyłączył się ze struktur Stowarzyszenia, tworząc Mieleński Klub Morsów „Eskimos”.

### Klub Pioniera Miasta Koszalina
W dniu 4 marca 1970 w trakcie obchodów 25-lecia powrotu Koszalina do Macierzy, na spotkaniu pierwszych mieszkańców miasta powstała inicjatywa powołania Klubu i w dniu 9 marca 1970 powołano Klub Pioniera Miasta Koszalina. Wybrano władze Klubu: Karol Mytnik – prezes, Stanisław Głowacki – wiceprezes, Józef Weiss – skarbnik. Taki skład władz pozostał do 1989.
Powołano Radę Programową Klubu, a w tym gremium pracowało przez lata wiele osób, m.in. Maria Hudymowa, Józef Szantyr, Władysława Czechowska, Józef Dziemian, Jan Dębicki, Hieronim Staszewski, Edward Pikutowski, Joachim Godek, Jadwiga Jelec.
W 1970 Klub liczył 70 członków, w 1985 – 350 członków. Od 1972 funkcjonował w ramach nowo powstałego Koszalińskiego Towarzystwa Kulturalno-Oświatowego. Od 7 października 1988 działał pod patronatem Miejskiego Ośrodka Kultury i Stowarzyszenia Wisła-Odra. W 1989 zawieszono działalność.
W dniu 20 listopada 2004 miało miejsce zebranie organizacyjne i reaktywowano Klub Pioniera Miasta Koszalina jako części składowej Stowarzyszenia Przyjaciół Koszalina. Wybrano Radę Klubu: Lesław Mytnik – przewodniczący (pełnił tę funkcję do śmierci w dniu 1 lipca 2021), Janina Stolc i Eugenia Jurewicz – członkowie. Wybrana została ponadto Rada Programowa. Obecnie Klub Pioniera Miasta liczy 79 członków.

### Klub Historii Miasta
Klub organizuje konkursy wiedzy historycznej o Koszalinie i regionie dla uczniów koszalińskich szkół – na kilku różnych poziomach trudności. Członkowie Klubu opracowują artykuły poświęcone historii Koszalina, publikowane w czasopismach i wydawnictwach nieperiodycznych oraz na stronie internetowej Stowarzyszenia. Przewodniczącym Klubu jest Wojciech Grobelski
Członkowie Klubu, a jednocześnie SPK docierają do szkół i placówek oświatowych, a także na Uniwersytet trzeciego wieku Politechniki Koszalińskiej z różnymi prelekcjami i informacjami.
Również na stronie internetowej SPK są prowadzone galerie postaci zasłużonych dla miasta i regionu. W galeriach tych publikowane są biogramy uczestników słynnych bitew i powstań narodowych – Bitwy o Monte Cassino, Powstańców Wielkopolskich, Wojny 1919-1920, Bitwy pod Lenino, Powstańców Warszawskich, żołnierzy Armii Krajowej. Ponadto opracowywane są galerie poświęcone pionierom Koszalina, innym osobom zasłużonym dla miasta. Odrębna galeria poświęcona jest kadrze dowódczej służb mundurowych.
Opracowana została też pełna lista władz regionalnych – od początku istnienia miasta do chwili obecnej.